# Митсу
Митсу́ Анни́ Мари́ Желина́ (фр. Mitsou Annie Marie Gélinas; род. 1 сентября 1970, Лоретвилл, Квебек, Канада) — канадская актриса, певица, фотомодель, журналистка, телеведущая, радиоведущая и бизнесвумен.

## Биография
Митсу Анни Мари Желина родилась 1 сентября 1970 года в Лоретвилле (провинция Квебек, Канада) в семье актёра Алена Желина, сына актёра и режиссёра Гратье Желина. У Митсу есть сестра — актриса Абей Желина.

## Карьера
В раннем возрасте Митсу начала кинокарьеру актрисы и фотомодели. В 1979—2010 годах она снялась в девяти фильмах и телесериалах.
В подростковом возрасте Митсу также начала музыкальную карьеру и выпустила десять музыкальных альбомов:
- «El Mundo» (Isba) (1988);
- «Terre des hommes» (Isba) (1990);
- «Heading West» (Isba) (1992);
- «Mitsou» (американский сборник) (1992);
- «Tempted» (1993);
- «Ya Ya» (1994);
- «Noël» (1995);
- «La Collection» (сборник) (1997);
- «Mitsou» (Éponyme) (1999);
- «Vibe» (2002).

Также Митсу занимается журналистикой и бизнесом.

## Личная жизнь
С 25 августа 2010 года Митсу замужем за Йоанном Мартеном. У супругов есть две дочери — Стелла-Роуз Мартен (родилась 3 ноября 2003 года) и Мила Мартен (родилась 23 января 2007 года).